# Matthias Brändle
Matthias Brändle (Hohenems, 7 de diciembre de 1989) es un ciclista austriaco que fue profesional entre 2008 y 2022.

## Trayectoria
Para la temporada 2010, el Footon-Servetto, de categoría UCI ProTour le contrató, dando así el salto al profesionalismo de primer nivel. Continuó en el equipo en 2011 (Geox-TMC) y tras la desaparición de este en 2012 fichó por el equipo alemán NetApp.
Ganó el premio de los esprints especiales del Tour de Romandía 2011. El 30 de octubre de 2014 bate el récord de la hora impuesto por el alemán Jens Voigt el 18 de septiembre del mismo año; el récord lo consiguió en el velódromo de Aigle en Suiza al recorrer 51.850 metros.
Al finalizar el año 2022 decidió dar por terminada su carrera como ciclista profesional.

## Palmarés
| 2008 - 3.º en el Campeonato de Austria Contrarreloj 2009 - Campeonato de Austria Contrarreloj 2010 - Raiffeisen G. P. 2012 - Gran Premio de la Villa de Zottegem 2013 - Campeonato de Austria Contrarreloj - Tour de Jura 2014 - Tour de Berna - Campeonato de Austria Contrarreloj - 2 etapas de la Vuelta a Gran Bretaña - Récord de la hora 2015 - 1 etapa del Tour de Omán - 1 etapa de la Vuelta a Bélgica | 2016 - Campeonato de Austria Contrarreloj - Campeonato de Austria en Ruta 2017 - 1 etapa de la Vuelta a Bélgica - 2.º en el Campeonato de Austria Contrarreloj - 1 etapa de la Vuelta a Dinamarca 2018 - Campeonato de Austria Contrarreloj 2019 - Campeonato de Austria Contrarreloj - 1 etapa del Tour de Estonia - 1 etapa del Tour del Lago Taihu 2020 - Campeonato de Austria Contrarreloj 2021 - Campeonato de Austria Contrarreloj 2022 - 3.º en el Campeonato de Austria Contrarreloj |

## Resultados en Grandes Vueltas y Campeonatos del Mundo
| Carrera              | Carrera              | 2008 | 2009 | 2010 | 2011  | 2012  | 2013 | 2014 | 2015  | 2016 | 2017 | 2018  | 2019 | 2020  | 2021  | 2022  |
| -------------------- | -------------------- | ---- | ---- | ---- | ----- | ----- | ---- | ---- | ----- | ---- | ---- | ----- | ---- | ----- | ----- | ----- |
|                      | Giro de Italia       | —    | —    | 90.º | —     | 111.º | —    | —    | —     | Ab.  | —    | —     | —    | 126.º | 130.º | 147.º |
|                      | Tour de Francia      | —    | —    | —    | —     | —     | —    | —    | 156.º | —    | —    | —     | —    | —     | —     | —     |
|                      | Vuelta a España      | —    | —    | —    | 155.º | —     | —    | —    | —     | —    | —    | 158.º | —    | —     | —     | —     |
| Mundial en Ruta      | Mundial en Ruta      | —    | —    | —    | —     | 106.º | Ab.  | 53.º | —     | —    | —    | —     | —    | —     | —     | —     |
| Mundial Contrarreloj | Mundial Contrarreloj | —    | —    | —    | —     | —     | 37.º | 35.º | 16.º  | —    | —    | 26.º  | 40.º | 27.º  | —     | —     |

—: no participa

Ab.: abandono

## Equipos
- Team Ista (2008)
- ELK Haus (2009)
- Footon/Geox (2010-2011)
  - Footon-Servetto (2010)
  - Geox-TMC (2011)
- Team NetApp (2012)
- IAM Cycling (2013-2016)
- Trek-Segafredo (2017-2018)
- Israel[3] (2019-2022)
  - Israel Cycling Academy (2019)
  - Israel Start-Up Nation (2020-2021)
  - Israel-Premier Tech (2022)